# 愛知御津駅
愛知御津駅（あいちみとえき）は、愛知県豊川市御津町西方松本にある、東海旅客鉄道（JR東海）東海道本線の駅である。駅番号はCA44。
運行形態の詳細は「東海道線 (名古屋地区)」を参照。

## 概要
開業当時の駅名は、東海道本線の当初の敷設計画の経由地（旧東海道沿い）であり、駅設置予定地であった宝飯郡御油町（現豊川市内）の地名をそのまま採用し「御油駅」とした。のちに開業した愛知電気鉄道線（現名鉄名古屋本線）の御油駅は、当初「本御油駅」と命名された（現在の御油駅は当駅にとって名鉄の最寄り駅ではなく、隣の国府駅もしくはその隣の小田渕駅が比較的近い。）。
戦後、駅舎再建時に駅名変更が検討され、「御津」「三河御津」「愛知御津」の3案が提案されたが、御津だけでは茨城県の水戸駅と混同の恐れがあり、また旧国名をつける三河御津も付近に「三河」を冠する駅が多く紛らわしいという事から、県名の「愛知」を用いた「愛知御津」が選定された。現在でも西側にある踏切の名は「御油踏切」で、当時を偲ばせている。
豊川市内のJR路線は飯田線のみであったが、旧宝飯郡御津町との市町村合併により、東海道本線に駅を持つこととなった。

## 歴史
- 1888年（明治21年）9月1日：御油駅（ごゆえき）として、官設鉄道（のちの国鉄・JR）浜松-大府間の開通時に開業。一般駅[6]。
- 1895年（明治28年）4月1日：線路名称制定。東海道線（1909年に東海道本線に改称）の所属となる。
- 1945年（昭和20年）8月7日：空襲で駅舎が破壊される[5]。
- 1948年（昭和23年）
  - 4月：駅舎再建[5]。
  - 8月1日：愛知御津駅に改称[7]。
- 1949年（昭和24年）：貨物上屋改築[5]。
- 1951年（昭和26年）：駅前広場完工[5]。
- 1971年（昭和46年）10月4日：貨物の取扱を廃止[6]。
- 1984年（昭和59年）2月1日：荷物の取扱を廃止[6]。
- 1987年（昭和62年）4月1日：国鉄分割民営化により、JR東海が継承[6]。
- 1991年（平成3年）3月16日：駅舎改築[8]。
- 2006年（平成18年）11月25日：TOICA導入。
- 2017年（平成29年）
  - 9月30日：JR全線きっぷうりばの営業を終了[9]。
  - 10月1日：集中旅客サービスシステム（現・お客様サポートサービス）の使用開始に伴い終日無人化[9][4]。

## 駅構造
2面3線のホームを持つ地上駅。1番線が上り本線、3番線が下り本線である。2番線が中線であり、上り下り双方の折り返しが可能である他、待避線としても使われている。下り本線の隣に下り1番線があり、回送列車の待避で使用している。
西小坂井駅上り1番線で夜間留置する車両の回送列車は当駅で折り返している。
駅舎は上りホーム側にあり、下りホームとは跨線橋で連絡しているが、エレベーターは設置されていない。
豊川駅が管理する無人駅である。
駅舎内には自動券売機（TOICA対応）が1台、簡易型自動改札機（TOICA対応）が設置されている。トイレは改札内にある。かつて改札外に東海キヨスクがあったが、現在は閉店している。

### のりば
| 番線 | 路線          | 方向 | 行先             | 備考                       |
| ---- | ------------- | ---- | ---------------- | -------------------------- |
| 1    | CA 東海道本線 | 上り | 豊橋・浜松方面   |                            |
| 2    | CA 東海道本線 | 上り | 豊橋・浜松方面   | 待避列車、当駅折り返し専用 |
| 2    | CA 東海道本線 | 下り | 岡崎・名古屋方面 | 待避列車、当駅折り返し専用 |
| 3    | CA 東海道本線 | 下り | 岡崎・名古屋方面 |                            |

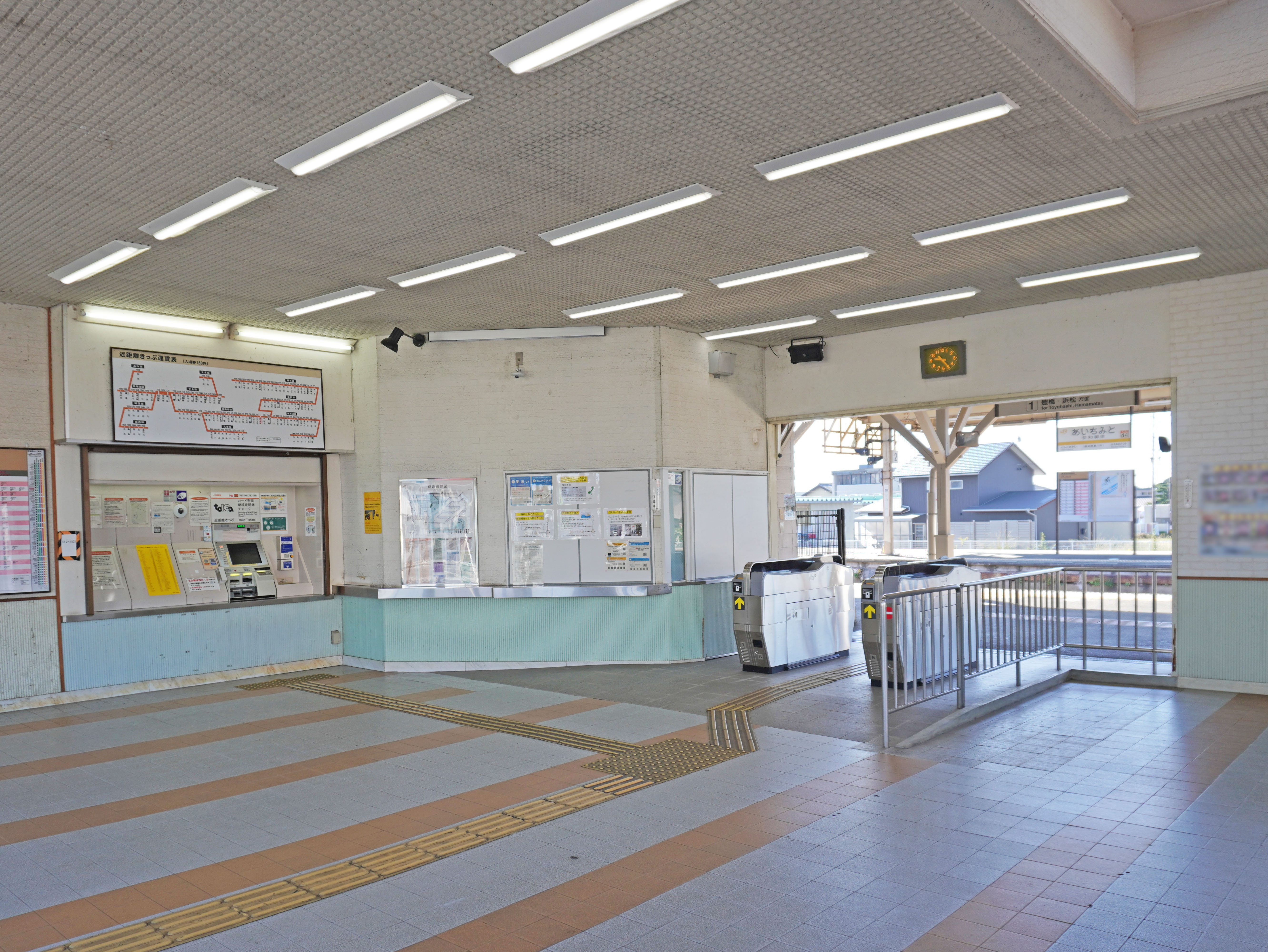
改札口（2022年10月）
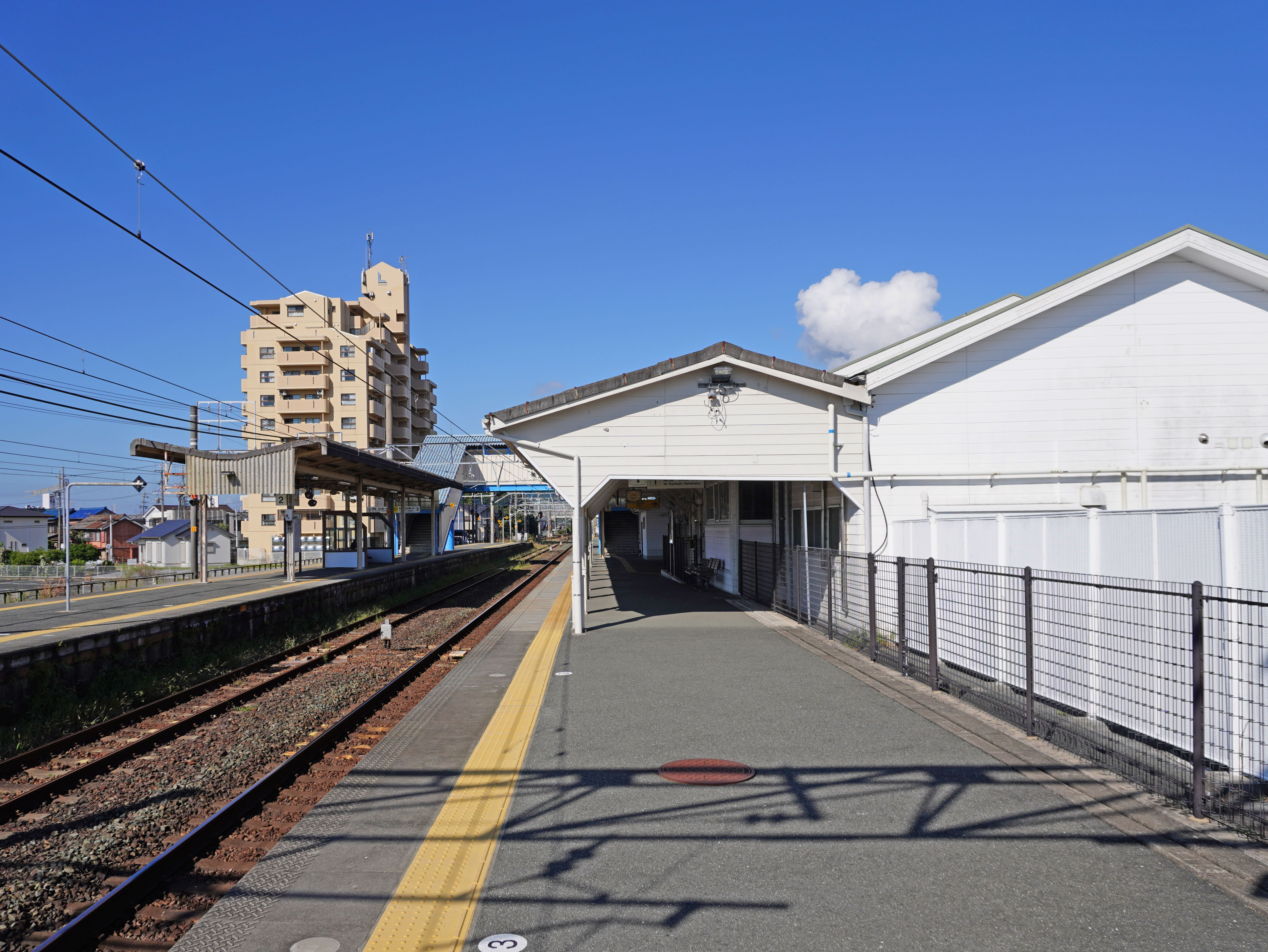
1番線ホーム（2022年10月）
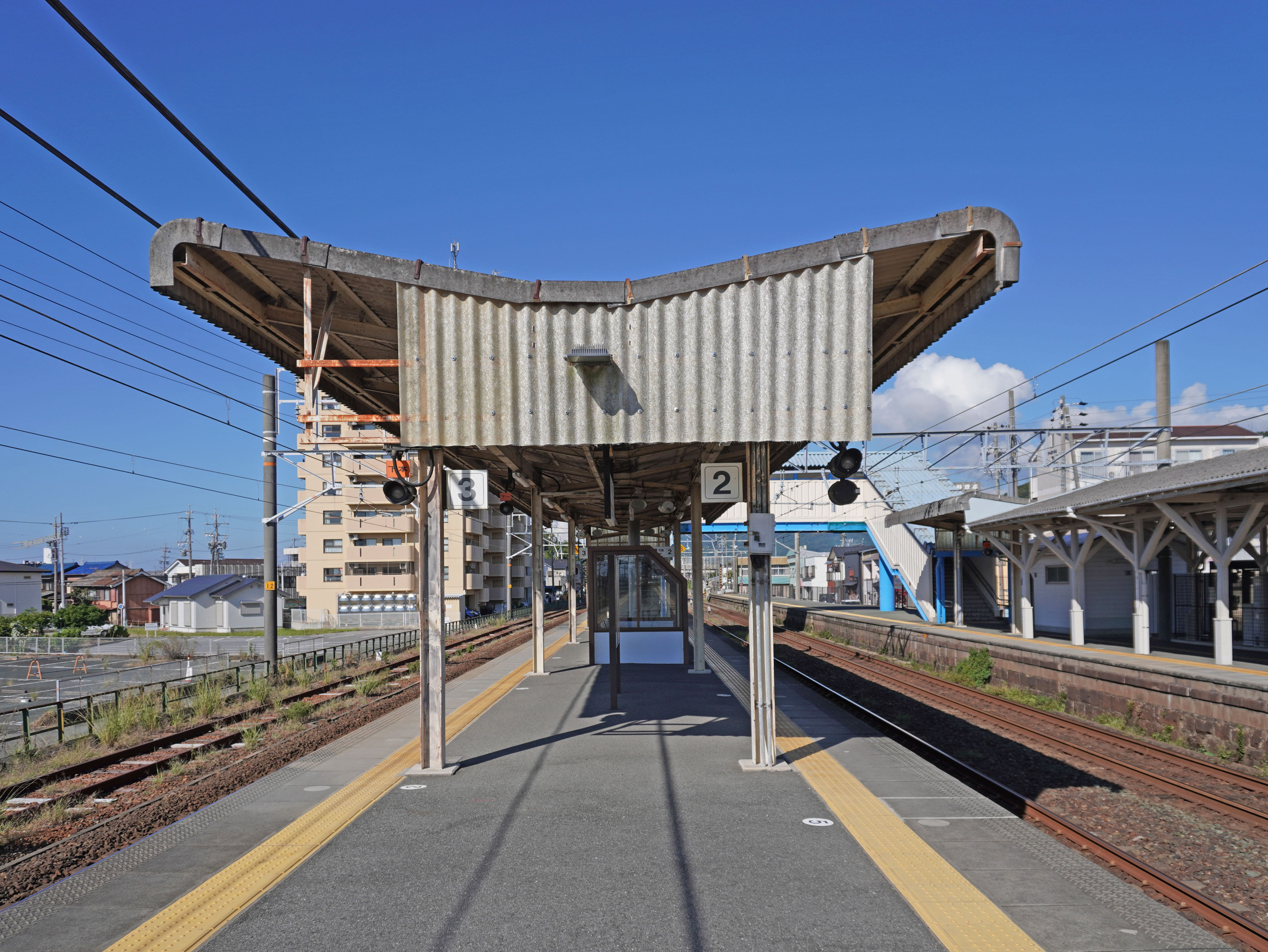
2・3番線ホーム（2022年10月）
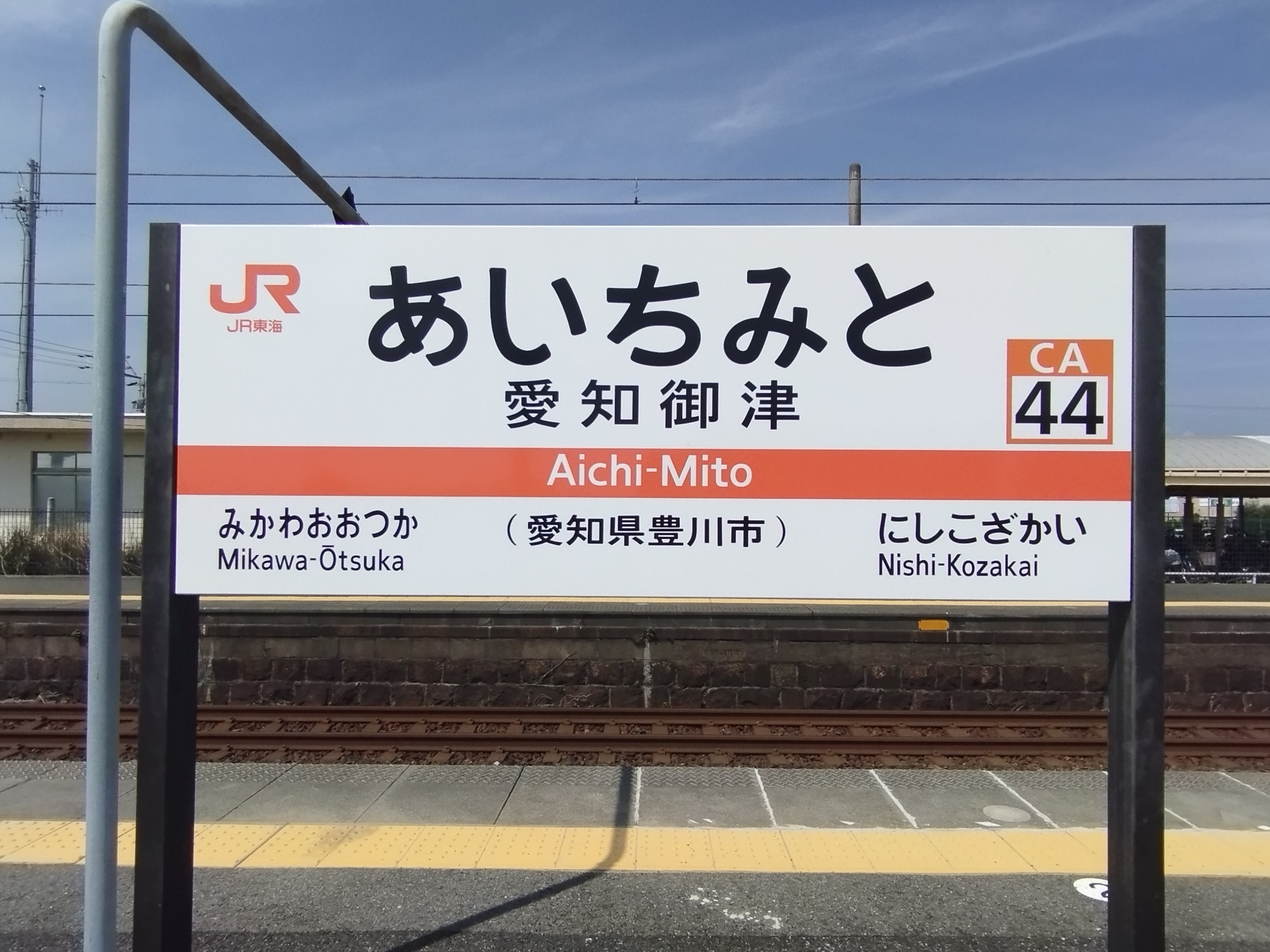
駅名標（2024年4月）

## 利用状況
「豊川市の統計」によると、 1日あたりの乗車人員は以下の通りである。
| 年度               | 人数  |
| ------------------ | ----- |
| 2002年（平成14年） | 1,544 |
| 2003年（平成15年） | 1,484 |
| 2004年（平成16年） | 1,411 |
| 2005年（平成17年） | 1,400 |
| 2006年（平成18年） | 1,357 |
| 2007年（平成19年） | 1,342 |
| 2008年（平成20年） | 1,350 |
| 2009年（平成21年） | 1,317 |
| 2010年（平成22年） | 1,319 |
| 2011年（平成23年） | 1,299 |
| 2012年（平成24年） | 1,332 |
| 2013年（平成25年） | 1,368 |
| 2014年（平成26年） | 1,328 |
| 2015年（平成27年） | 1,376 |
| 2016年（平成28年） | 1,354 |
| 2017年（平成29年） | 1,362 |
| 2018年（平成30年） | 1,361 |
| 2019年（令和元年） | 1,375 |
| 2020年（令和02年） | 1,063 |

## 駅周辺
- 豊川市役所御津支所（旧・御津町役場）
- 豊川市御津体育館（旧・御津町民体育館）
- 豊川市御津文化会館（ハートフルホール、旧・御津町文化会館）
- 豊川市立御津中学校（旧・御津町立御津中学校）
- 豊川市立御津南部小学校（旧・御津町立御津南部小学校）
- 御津郵便局（日本郵便豊川支店 御津集配センター併設）
- 蒲郡信用金庫御津支店
- 豊川信用金庫御津支店
- 愛知県中央信用組合三谷支店 御津出張所
- ひまわり農業協同組合御津支店
- Aコープ御津店
- たつみストア御津店
- スギ薬局御津店
- 御津山
- 愛知県道501号愛知御津停車場線

## バス路線
「愛知御津駅前」停留所にて、豊川市コミュニティバスの路線が発着する。
2010年4月より御津地区福祉乗合タクシーが運行されていたが、市内バス路線再編により2011年11月から「豊川市コミュニティバス」となった。
- 御津線：あかね児童館 / 国府駅
- 赤根・大草線：あかね児童館前・大草集荷場前方面
- 金野・豊沢線：熊野神社前方面
- 下佐脇・御馬線：御馬地区市民館方面
- 上佐脇・広石線：東新屋集会所前・県営広石住宅前方面

かつては、豊橋鉄道バス、名鉄バスの御津駅前バス停があったが、豊橋鉄道バスは1979年、名鉄バスは1988年に路線廃止となっている。

## 隣の駅
東海旅客鉄道（JR東海）
CA 東海道本線
■特別快速・■新快速・■快速
通過
■区間快速・■普通
西小坂井駅 (CA43) - 愛知御津駅 (CA44) - 三河大塚駅 (CA45)